# Dòlar jamaicà
El dòlar jamaicà (en anglès Jamaican dollar o, simplement, dollar) és la moneda oficial de Jamaica. Normalment s'abreuja $, o J$ per diferenciar-lo del dòlar dels Estats Units i d'altres tipus de dòlars. El codi ISO 4217 és JMD. Se subdivideix en 100 cents.
El 30 de gener del 1968, la Cambra de Representants de Jamaica votava la decimalització de la seva unitat monetària amb la introducció del dòlar, que substituïa la lliura jamaicana, a raó de 10 xílings de lliura per dòlar. El nou dòlar no fou usat només per Jamaica, sinó també per les illes Caiman, antiga dependència jamaicana, fins al 1972. En aquella data, el territori britànic va deixar d'utilitzar el dòlar jamaicà i va adoptar la seva pròpia moneda, el dòlar de les illes Caiman.
Emès pel Banc de Jamaica (Bank of Jamaica), en circulen monedes d'1, 10 i 25 cents i d'1, 5, 10 i 20 dòlars, i bitllets de 50, 100, 500, 1.000 i 5.000 dòlars, aquest darrer introduït el setembre del 2009.

## Taxes de canvi
- 1 EUR = 77,226 JMD (4 d'abril del 2006)
- 1 USD = 63,500 JMD (4 d'abril del 2006)